# Jaromír-Gebehard
Jaromír-Gebehard (auch Jaromír-Gebhart; * um 1040; † 26. Juni 1090 in Gran (Ungarn)) war Bischof von Prag.

## Herkunft und Werdegang
Jaromír entstammte dem böhmischen Geschlecht der Přemysliden. Er war der vierte Sohn des Herzogs Břetislav I. und seiner Frau Judith von Schweinfurt, die ihn schon früh für den geistlichen Weg bestimmten.
Nach Studien im Ausland kehrte er nach dem Tod seines Bruders Spytihněv nach Böhmen zurück. Da er sich noch nicht zum Priester weihen lassen wollte, flüchtete er nach Polen. Nach dem Tod des Prager Bischofs Severus 1067 wurde er von seinen Brüdern
Konrad I. und Otto I. nach Böhmen zurückgeholt, die ihren nunmehr herrschenden Bruder Herzog Vratislav II. baten, Jaromír das vakante Bistum Prag zu übergeben. Vratislav lehnte dieses Ansinnen ab, da er den Kaplan Lenz für dieses Amt vorgesehen hatte. Schon 1063 hatte er das Bistum Olmütz begründet, um so den Einflussbereich des Prager Bischofs einzugrenzen.

## Bischof von Prag
Aufgrund des Widerstands seiner Brüder und einiger böhmischer Adeliger gab Vratislav nach. Am 30. Juni 1068 ernannte Heinrich IV. Jaromír zum Bischof von Prag. Am 6. Juli des Jahres erfolgte in Mainz die Bischofsweihe durch Erzbischof Siegfried I. von Mainz, wobei Jaromír den Zunamen Gebehard annahm. Trotz der Anfeindungen durch Herzog Vratislav übte er das Bischofsamt zunächst energisch und verantwortungsvoll aus.
Als 1070 zwischen Jaromír-Gebehard und dem Olmützer Bischof Johann I. von Breunau eine vermögensrechtliche Auseinandersetzung ausbrach, wandten sich beide an Papst Alexander II. Jaromír-Gebehard wartete jedoch die päpstliche Entscheidung nicht ab und begab sich 1071 nach Mähren, wo er Bischof Johann gefangen nahm und foltern ließ. Um die Streitigkeiten zu schlichten, schickte der Papst seinen Legaten nach Böhmen. Herzog Vratislav berief ein Gericht ein, vor dem Jaromír jedoch nicht erschien. Daraufhin verbot ihm der Legat die weitere Ausübung des Prager Bischofsamtes. Jaromír-Gebehard flüchtete ins Ausland. Nach weiteren Untersuchungen durch den neuen Papst Gregor VII. wurde Jaromír-Gebehard wieder in sein Amt eingesetzt. Nachdem es zwischen Jaromír-Gebehard und Johann erneut zu Auseinandersetzungen gekommen war, entschied der Papst auf einer eigens einberufenen Synode, dass die strittigen Ländereien und Besitzungen zwischen den beiden Bischöfen aufzuteilen sind.
Kaiser Heinrich IV. krönte 1085 auf der Reichsversammlung in Mainz Herzog Vratislav zum König von Böhmen. Gleichzeitig veranlasste er die Auflösung des Bistums Mähren, so dass das Bistum Prag in seinen alten Grenzen wiederhergestellt wurde. Bereits 1088 entschied jedoch der nunmehrige König Vratislav eine erneute Aufteilung. Jaromír-Gebehard begab sich daraufhin aus Protest nach Rom, starb jedoch unterwegs am Hofe des Königs Ladislaus I. in Ungarn.

## Reichskanzler
Am 11. Juni 1077 ernannte der spätere Kaiser Heinrich IV. Jaromír-Gebehard zum höchsten Kanzler, was zur Folge hatte, dass er sich häufig im Ausland aufhielt. Wie von David Kalhous bewiesen worden ist, wurde Jaromir-Gebhard in Heinrichs Diensten nicht aktiv tätig.